# Горюны
Горюны́ — восточнославянская этническая группа, локализуемая на крайнем северо-востоке Украины. Говор горюнов близок русскому языку, ряд исследователей отмечает его сходство с белорусскими диалектами. Горюны отличают себя от украинцев, выделяя свою группу в составе русского этноса.
Ареал проживания горюнов ограничен 9 деревнями на востоке Путивльского и северо-западе Белопольского районов Сумской области (Линово, Новая Слобода, Бывалино и др.). Горюны являются потомками экономических крестьян.

## Происхождение
Предлагаются различные этимологии названия горюны:
- от слова «гореть», что отражает использование ими подсечно-огневой системы земледелия, тогда как соседи применяли залежную[2][4];
- от тяжелого положения под управлением монастыря, во владении которого состояли[2][5];
- от того, что горе вынудило их предков покинуть территорию нынешней Беларуси[2][6];
- от белорусского слова «гороваты» — трудиться, работать[2].

Горюны считаются потомками автохтонного населения, впитавшего волны мигрантов из Подесенья и Верхнего Поднепровья. Исследователи конца XIX века причисляли горюнов к саянам. Согласно одной из гипотез, говор горюнов восходит к летописным северянам, позднее именуемым севрюками. С. П. Щавелёв считает данную точку зрения необоснованной и наивной.
Д. К. Зеленин относил говор горюнов к числу полесских, сопоставляя их с полехами. По мнению П. Н. Попова, горюны представляют собой белорусский этнический эксклав, образовавшийся в конце XVI века. Н. А. Благовещенский полагал, что общность горюнов сложилась во второй половине XVII века, когда во владениях Путивльского Молченского монастыря поселилось множество беглых белорусских крестьян, названных горюнами «за их горькую бедность и убожество». Со временем горюнами стали именовать всех монастырских крестьян, живших в Путивльском уезде. С другой точки зрения, белорусское влияние на культуру горюнов возводится к XIV—XV векам, когда Путивль находился в составе Великого княжества Литовского.
Согласно «Этноисторическому словарю Российской и Советской империй», горюны являются украинизированной группой полехов или русскими переселенцами, смешавшимися с местными белорусами и литовцами.

## Культура

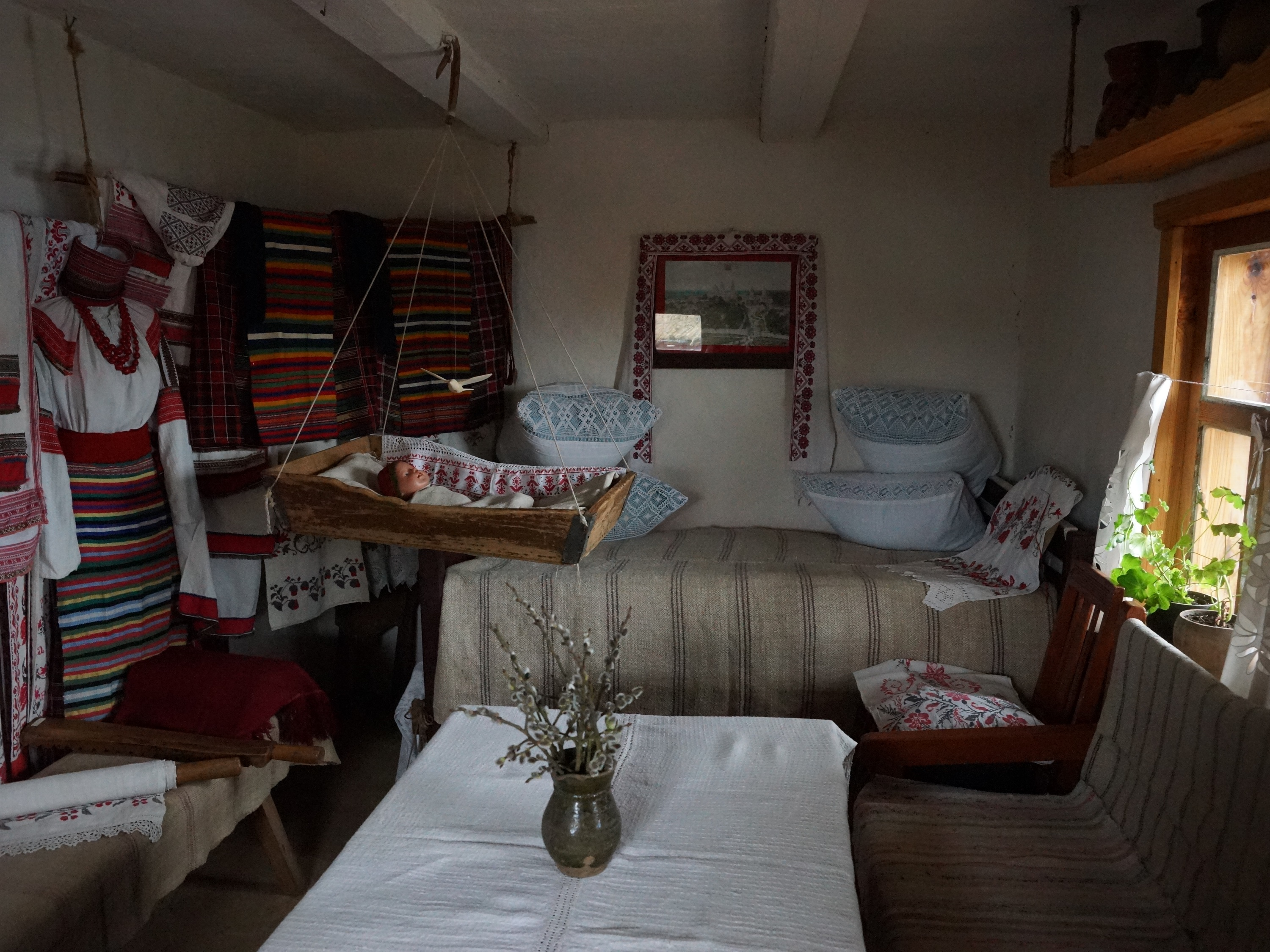
Экспозиция музея горюнской культуры

Культура горюнов архаична, по отдельным признакам сближается с белорусской и украинской.
У горюнов сохраняются уникальные черты полифонического пения.
28 сентября 2017 года в селе Новая Слобода открылся Музей горюнской культуры, филиал Государственного историко-культурного заповедника в городе Путивле.